# João Santos
João Santos, né le 15 juin 1979, à Lisbonne, au Portugal, est un joueur portugais de basket-ball. Il évolue au poste d'ailier.
Actuellement il joue au Portugal, en 1re division portugaise la Ligue UZO avec l'équipe du Sport Algés e Dafundo.

## Palmarès
- 2011/2012 Vainqueur de la Coupe du Portugal avec le FC Porto

## Sélection Nationale
- Participation à l'EuroBasket 2011
- Participation à l'EuroBasket 2007